# Siejmskij
Siejmskij (ros. Сеймский) – chutor w zachodniej Rosji, w sielsowiecie bolszedołżenkowskim rejonu oktiabrskiego w obwodzie kurskim.

## Geografia
Miejscowość położona jest nad Sejmem (lewy dopływ Desny), 4,5 km od centrum administracyjnego sielsowietu (Bolszoje Dołżenkowo), 4 km na północny zachód od centrum administracyjnego rejonu (Priamicyno), 17 km na południowy zachód od Kurska, 12,5 km od drogi magistralnej (federalnego znaczenia) M2 «Krym».
W chutorze znajduje się ulica Sosnowaja i (ogółem) 54 posesje..
Klimat
Miejscowość, jak i cały rejon, znajduje się w strefie klimatu kontynentalnego z łagodnym ciepłym latem i równomiernie rozłożonymi opadami rocznymi (Dfb w klasyfikacji klimatów Köppena).

## Demografia
W 2010 r. chutor zamieszkiwały 103 osoby.